# Mohamed Soliman
Mohamed Soliman Homos – meglio noto come Homos – (in arabo محمد حمص‎?; 1º gennaio 1979) è un ex calciatore egiziano, di ruolo centrocampista, vice allenatore del Dhofar.

## Carriera

### Giocatore

#### Club
Muove i suoi primi passi nel settore giovanile dell'Ismaily. Il 12 giugno 2014 lascia - dopo 16 stagioni - la società a parametro zero, legandosi per una stagione al Wadi Degla, firmando un contratto valido per una stagione. Esordisce con la nuova maglia il 15 settembre contro il Petrojet, disputando l'incontro per intero.
Il 29 luglio 2015 annuncia il proprio ritiro dall'attività agonistica.

#### Nazionale
Esordisce in nazionale il 7 giugno 2000 in un'amichevole disputata contro l'Iran. Nel 2009 prende parte alla FIFA Confederations Cup. Una sua rete di testa su calcio d'angolo consentirà di superare l'Italia per 1-0 nella fase a gironi, consentendo tra l'altro ai Faraoni di imporsi per la prima volta nella storia ai danni degli azzurri.

### Allenatore
Il 19 luglio 2016 viene ingaggiato dal Dhofar - società militante in Oman - per coprire il ruolo di assistente tecnico, alle spalle di Hamza El-Gamal.

## Statistiche

### Presenze e reti nei club
Statistiche aggiornate al 16 giugno 2015.
| Stagione        | Squadra         | Campionato      | Campionato | Campionato | Coppe nazionali | Coppe nazionali | Coppe nazionali | Coppe continentali | Coppe continentali | Coppe continentali | Altre coppe | Altre coppe | Altre coppe | Totale | Totale |
| Stagione        | Squadra         | Comp            | Pres       | Reti       | Comp            | Pres            | Reti            | Comp               | Pres               | Reti               | Comp        | Pres        | Reti        | Pres   | Reti   |
| --------------- | --------------- | --------------- | ---------- | ---------- | --------------- | --------------- | --------------- | ------------------ | ------------------ | ------------------ | ----------- | ----------- | ----------- | ------ | ------ |
| 1997-1998       | Ismaily         | PL              | 0          | 0          | CE              | 0               | 0               | CdC                | 1                  | 0                  | -           | -           | -           | 1      | 0      |
| 1998-1999       | Ismaily         | PL              | 0          | 0          | CE              | 2               | 0               | -                  | -                  | -                  | -           | -           | -           | 2      | 0      |
| 1999-2000       | Ismaily         | PL              | 5          | 1          | CE              | 2               | 0               | CC                 | 5                  | 0                  | -           | -           | -           | 12     | 1      |
| 2000-2001       | Ismaily         | PL              | 5          | 1          | CE              | 0               | 0               | CdC                | 6                  | 0                  | -           | -           | -           | 11     | 1      |
| 2001-2002       | Ismaily         | PL              | 4          | 0          | CE              | 3               | 2               | -                  | -                  | -                  | SA          | 1           | 0           | 8      | 2      |
| 2002-2003       | Ismaily         | PL              | 3          | 0          | CE              | 3               | 0               | CCL                | 12                 | 0                  | -           | -           | -           | 18     | 0      |
| 2003-2004       | Ismaily         | PL              | 12         | 3          | CE              | 0               | 0               | ACL+CC             | 15+2               | 1+0                | -           | -           | -           | 29     | 4      |
| 2004-2005       | Ismaily         | PL              | 7          | 2          | CE              | 0               | 0               | ACL+CC             | 6+8                | 0+1                | -           | -           | -           | 21     | 3      |
| 2005-2006       | Ismaily         | PL              | 22         | 3          | CE              | 2               | 0               | -                  | -                  | -                  | -           | -           | -           | 24     | 3      |
| 2006-2007       | Ismaily         | PL              | 26         | 8          | CE              | 4               | 1               | ACL+CC             | 4+11               | 1+1                | -           | -           | -           | 45     | 11     |
| 2007-2008       | Ismaily         | PL              | 24         | 3          | CE              | 1               | 1               | -                  | -                  | -                  | SE          | 1           | 0           | 26     | 4      |
| 2008-2009       | Ismaily         | PL              | 25+1       | 5          | CE              | 1               | 0               | ACL                | 6                  | 2                  | -           | -           | -           | 33     | 7      |
| 2009-2010       | Ismaily         | PL              | 24         | 3          | CE              | 4               | 0               | CCL                | 12                 | 4                  | -           | -           | -           | 40     | 7      |
| 2010-2011       | Ismaily         | PL              | 19         | 1          | CE              | 2               | 0               | CC                 | 2                  | 0                  | -           | -           | -           | 23     | 1      |
| 2011-2012       | Ismaily         | PL              | 1          | 0          | -               | -               | -               | -                  | -                  | -                  | -           | -           | -           | 1      | 0      |
| 2012-2013       | Ismaily         | PL              | 11         | 1          | CE              | 1               | 1               | ACL+CC             | 6+6                | 0                  | -           | -           | -           | 24     | 2      |
| 2013-2014       | Ismaily         | PL              | 10         | 2          | CE              | 2               | 0               | CC                 | 3                  | 0                  | -           | -           | -           | 15     | 2      |
| Totale Ismaily  | Totale Ismaily  | Totale Ismaily  | 198+1      | 33         |                 | 27              | 5               |                    | 105                | 10                 |             | 2           | 0           | 333    | 48     |
| 2014-2015       | Wadi Degla      | PL              | 13         | 1          | CE              | 1               | 0               | -                  | -                  | -                  | -           | -           | -           | 14     | 1      |
| Totale carriera | Totale carriera | Totale carriera | 211+1      | 34         |                 | 28              | 5               |                    | 105                | 10                 |             | 2           | 0           | 347    | 49     |

### Cronologia presenze e reti in Nazionale
| Cronologia completa delle presenze e delle reti in nazionale ― Egitto | Cronologia completa delle presenze e delle reti in nazionale ― Egitto | Cronologia completa delle presenze e delle reti in nazionale ― Egitto | Cronologia completa delle presenze e delle reti in nazionale ― Egitto | Cronologia completa delle presenze e delle reti in nazionale ― Egitto | Cronologia completa delle presenze e delle reti in nazionale ― Egitto | Cronologia completa delle presenze e delle reti in nazionale ― Egitto | Cronologia completa delle presenze e delle reti in nazionale ― Egitto |
| Data                                                                  | Città                                                                 | In casa                                                               | Risultato                                                             | Ospiti                                                                | Competizione                                                          | Reti                                                                  | Note                                                                  |
| --------------------------------------------------------------------- | --------------------------------------------------------------------- | --------------------------------------------------------------------- | --------------------------------------------------------------------- | --------------------------------------------------------------------- | --------------------------------------------------------------------- | --------------------------------------------------------------------- | --------------------------------------------------------------------- |
| 07-06-2000                                                            | Il Cairo                                                              | Egitto                                                                | 1 – 1 dts (8 – 7 dtr)                                                 | Iran                                                                  | Amichevole                                                            | -                                                                     | 46’                                                                   |
| 09-06-2000                                                            | Il Cairo                                                              | Egitto                                                                | 0 – 1                                                                 | Corea del Sud                                                         | Amichevole                                                            | -                                                                     |                                                                       |
| 17-06-2000                                                            | Il Cairo                                                              | Egitto                                                                | 2 – 0                                                                 | Ghana                                                                 | Amichevole                                                            | -                                                                     | 46’                                                                   |
| 09-07-2000                                                            | Dakar                                                                 | Senegal                                                               | 0 – 0                                                                 | Egitto                                                                | Qual. Mondiali 2002                                                   | -                                                                     | 80’                                                                   |
| 25-08-2000                                                            | Il Cairo                                                              | Egitto                                                                | 2 – 1                                                                 | Kenya                                                                 | Amichevole                                                            | -                                                                     |                                                                       |
| 26-04-2001                                                            | Il Cairo                                                              | Egitto                                                                | 1 – 2                                                                 | Corea del Sud                                                         | Amichevole                                                            | -                                                                     | 46’                                                                   |
| 10-06-2001                                                            | Nairobi                                                               | Kenya                                                                 | 1 – 1                                                                 | Egitto                                                                | Amichevole                                                            | -                                                                     |                                                                       |
| 10-10-2003                                                            | Il Cairo                                                              | Egitto                                                                | 1 – 0                                                                 | Senegal                                                               | Amichevole                                                            | -                                                                     | 46’                                                                   |
| 18-12-2003                                                            | Il Cairo                                                              | Egitto                                                                | 2 – 0                                                                 | Iraq                                                                  | Amichevole                                                            | -                                                                     | 46’                                                                   |
| 24-05-2004                                                            | Il Cairo                                                              | Egitto                                                                | 2 – 0                                                                 | Zimbabwe                                                              | Amichevole                                                            | -                                                                     | 46’                                                                   |
| 29-05-2004                                                            | Il Cairo                                                              | Egitto                                                                | 2 – 0                                                                 | Gabon                                                                 | Amichevole                                                            | -                                                                     | 46’                                                                   |
| 06-06-2004                                                            | Omdurman                                                              | Sudan                                                                 | 0 – 3                                                                 | Egitto                                                                | Qual. Mondiali 2006                                                   | -                                                                     | 63’                                                                   |
| 17-10-2007                                                            | Osaka                                                                 | Giappone                                                              | 4 – 1                                                                 | Egitto                                                                | Amichevole                                                            | -                                                                     |                                                                       |
| 07-09-2008                                                            | Kinshasa                                                              | RD del Congo                                                          | 0 – 1                                                                 | Egitto                                                                | Qual. Mondiali 2010                                                   | -                                                                     | 60’                                                                   |
| 12-10-2008                                                            | Il Cairo                                                              | Egitto                                                                | 4 – 0                                                                 | Gibuti                                                                | Qual. Mondiali 2010                                                   | -                                                                     | 64’                                                                   |
| 30-05-2009                                                            | Mascate                                                               | Oman                                                                  | 0 – 1                                                                 | Egitto                                                                | Amichevole                                                            | -                                                                     |                                                                       |
| 18-06-2009                                                            | Johannesburg                                                          | Egitto                                                                | 1 – 0                                                                 | Italia                                                                | Conf. Cup 2009 - 1º turno                                             | 1                                                                     |                                                                       |
| 05-07-2009                                                            | Il Cairo                                                              | Egitto                                                                | 3 – 0                                                                 | Ruanda                                                                | Qual. Mondiali 2010                                                   | -                                                                     |                                                                       |
| 02-10-2009                                                            | Il Cairo                                                              | Egitto                                                                | 4 – 0                                                                 | Mauritius                                                             | Amichevole                                                            | -                                                                     | 57’                                                                   |
| 05-11-2009                                                            | Assuan                                                                | Egitto                                                                | 5 – 1                                                                 | Tanzania                                                              | Amichevole                                                            | -                                                                     |                                                                       |
| 14-11-2009                                                            | Il Cairo                                                              | Egitto                                                                | 2 – 0                                                                 | Algeria                                                               | Qual. Mondiali 2010                                                   | -                                                                     | 56’                                                                   |
| Totale                                                                |                                                                       | Presenze                                                              | 21                                                                    |                                                                       | Reti                                                                  | 1                                                                     |                                                                       |

## Palmarès

### Club

#### Competizioni nazionali
- Campionato egiziano: 1

Ismaily: 2001-2002
- Coppa d'Egitto: 1

Ismaily: 2000